# Tetrastigma havilandii
Tetrastigma havilandii är en vinväxtart som beskrevs av Henry Nicholas Ridley. Tetrastigma havilandii ingår i släktet Tetrastigma och familjen vinväxter. Inga underarter finns listade i Catalogue of Life.